# Atraporiella
Atraporiella — рід грибів. Назва вперше опублікована 2007 року.

## Класифікація
До роду Atraporiella відносять 1 вид:
- Atraporiella neotropica